# جون هنتر سبينس
جون هنتر سبينس (بالإنجليزية: Jon Hunter Spence)‏ هو كاتب وصحفي أسترالي وأمريكي، ولد في 30 يوليو 1945 في كاميلا في الولايات المتحدة، وتوفي في 20 يونيو 2011 في سيدني في أستراليا.